# Наговицын, Иосиф Алексеевич
Ио́сиф Алексе́евич Нагови́цын (6 [18] сентября 1888, Омутница, Вятская губерния — 21 ноября 1937, Мисхо́р, Крымская АССР) — советский государственный деятель, народный комиссар социального обеспечения РСФСР (1926—1937).

## Биография
Родился в деревне Омутница (ныне — в Глазовском районе Удмуртии) в удмуртской крестьянской семье. Окончил трёхклассную школу, поступил в Глазовское городское училище, где в 1903 сблизился с марксистами. С 1904 года учился в Вятском сельскохозяйственном училище, где стал членом социал-демократического кружка. В 1905 году исключен из училища за участие в студенческой забастовке. Активно участвовал в революции: распространял прокламации, вёл агитацию среди крестьян на русском и удмуртском языках. В 1905—1907 вёл партийную работу в Вятке, Глазове, Екатеринбурге, затем был направлен в Кыштым, где стал членом Уфалейско-Кыштымского окружкома РСДРП. Вёл агитационную работу при выборах во II Думу. В 1907 году арестован, в 1908-м сослан в Енисейскую губернию. В 1913 году эмигрировал, жил в Бельгии, Франции, Великобритании, участвовал в заграничных организациях большевиков. В конце 1918 года вернулся в Россию, работал в Коммунистическом университете им. Я. М. Свердлова, с 1919 года возглавлял Вотский комиссариат — отдел Наркомнаца. С 1921 года председатель Ревкома Вотской АО, председатель исполкома областного Совета, член бюро обкома РКП(б). В 1925—1926 годах член коллегии Наркомпроса РСФСР, председатель Совета по просвещению национальных меньшинств.
В 1926—1937 годах — народный комиссар социального обеспечения РСФСР.
Умер в 1937 году от туберкулёза лёгких в санатории в Мисхоре, Крым. Лечился в санатории «Горное солнце». Год смерти способствовал широкому распространению в литературе мифа о том, что Наговицын был арестован, приговорён к смертной казни и расстрелян.
Перезахоронен на Старом городском кладбище Ялты с Ливадийского кладбища, могила  Объект культурного наследия народов РФ регионального значения. Рег. № 911710906810005 (ЕГРОКН).

## Память
- 28 октября 1957 года бывший переулок Будённого, решением исполкома Ижевского горсовета назван улицей Наговицына[9].
- В честь Наговицына названы улицы в Можге и Глазове.
- 24 ноября 2020 года депутаты Государственного Совета Удмуртской Республики включили день рождения Наговицына в перечень памятных дат республики[10].

Памятник И. А. Наговицыну на Советской улице в Ижевске
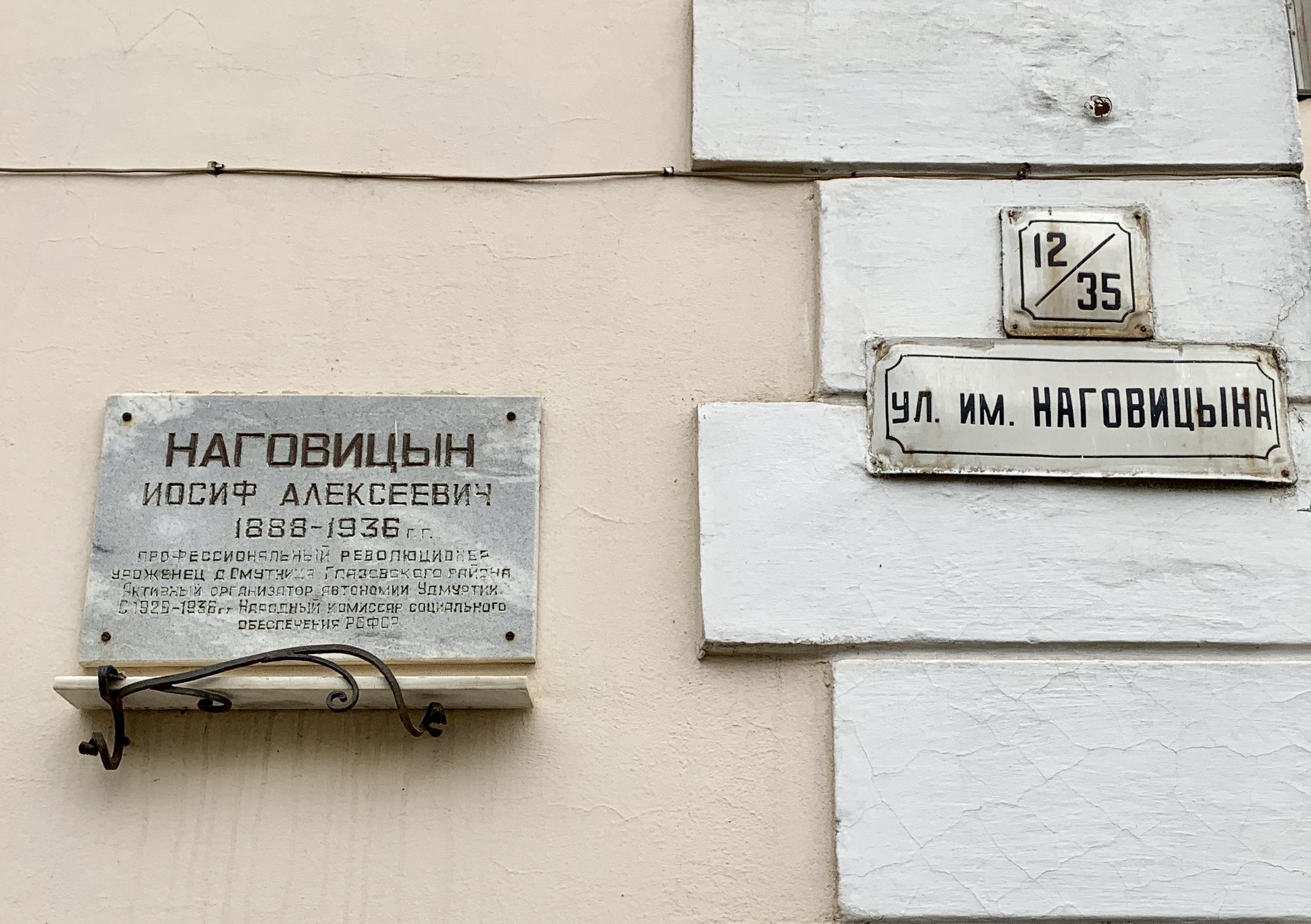
Памятная табличка на доме по ул. Наговицына в Глазове
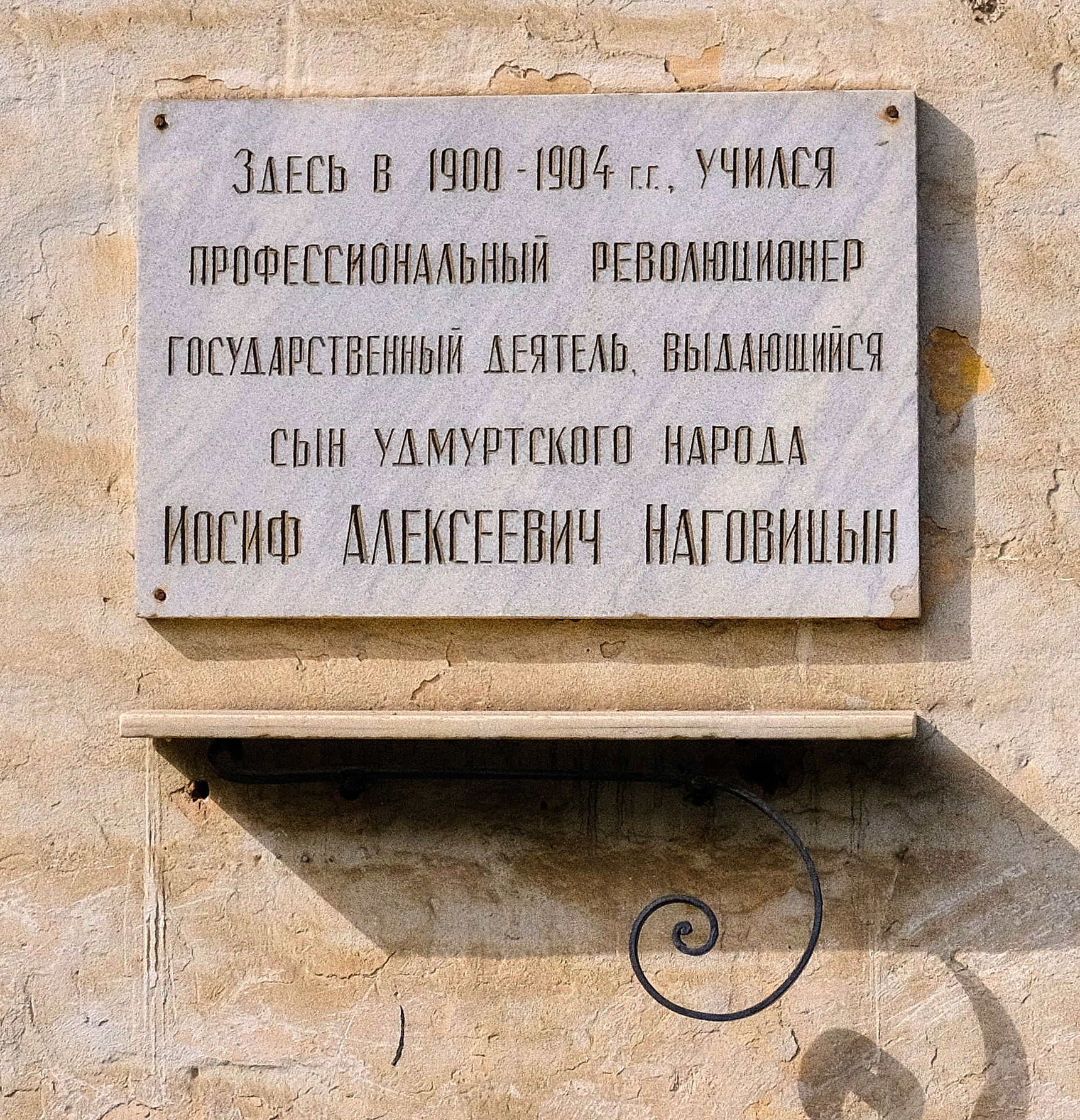
Памятная табличка на доме 39 по ул. Первомайская в Глазове